# Agent chimique d'hybridation
Un agent chimique d'hybridation (ACH), ou gamétocide, est une substance chimique utilisée en sélection végétale pour bloquer la formation des grains de pollen. L'emploi de ces substances permet de contrôler les croisements chez les plantes allogames en provoquant chez les parents femelles la stérilité mâle. Cette « castration chimique », utilisée lorsqu'il n'est pas possible d'obtenir le même résultat par voie mécanique ou génétique, permet ainsi la création de variétés hybrides.
Les ACH sont généralement classés parmi les régulateurs de croissance. Dans l'Union européenne, une seule substance active est homologuée pour ce type d'utilisation, il s'agit du cintofen (aussi orthographié sintofen).